# Anomer

Různá zobrazení α-ᴅ-glukopyranózy. 1 – lineární zobrazení, 2, 3, 4 – cyklické zobrazení

Anomery (z řeckého ἄνω „nahoru nebo výše“ a μέρος „část“) jsou stereoizomery, přesněji epimery cyklických forem sacharidů, glykosidů a podobných sloučenin, lišící se pouze konfigurací (polo)acetalového atomu uhlíku, tedy C1 uhlíku aldóz, C2 uhlíku 2–ketóz.

Pro stereoizomerní sloučeniny a tedy i pro anomery platí, že mají různé fyzikální vlastnosti (například body tání nebo optická rotace).

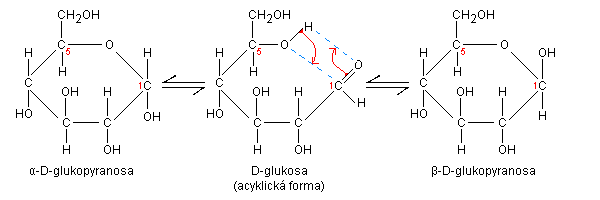
Anomerizace a mutarotace glukózy

U sacharidů jsou anomery dvojice téměř identických stereoizomerů lišících se pouze anomerním uhlíkem, který nese aldehydickou nebo ketonickou funkční skupinu (ve formě sacharidu s lineárním řetězcem). Anomery existují u sacharidů v cyklické formě, protože ve formě s lineárním řetězcem je anomerní uhlík rovinný a tedy achirální.  
Anomerní centrum je centrum chirality, které vzniká z prochirálního karbonylového atomu uhlíku ve formě s lineárním řetězcem. V cyklické formě pyranóz (šestičlenný kruh) nebo furanóz (pětičlenný kruh) sousedí anomerní centrum s kruhovým kyslíkem sacharidů.
Anomerizace je proces přeměny jednoho anomeru na druhý.

## Lineární a cyklické sacharidy
Sacharidy existují ve dvou základních strukturních formách: lineární a cyklické. V cyklické formě se karbonylová skupina (aldehydická nebo ketonická) propojí s jednou z hydroxylových skupin na vzdáleném konci řetězce a vytvoří většinou pětičlennou nebo šestičlennou heterocyklickou strukturu (furanozový nebo pyranozový cyklus). Například glukóza se může vyskytovat v lineární podobě a ve dvou cyklických formách. Vznik těchto forem je vidět na obrázcích.

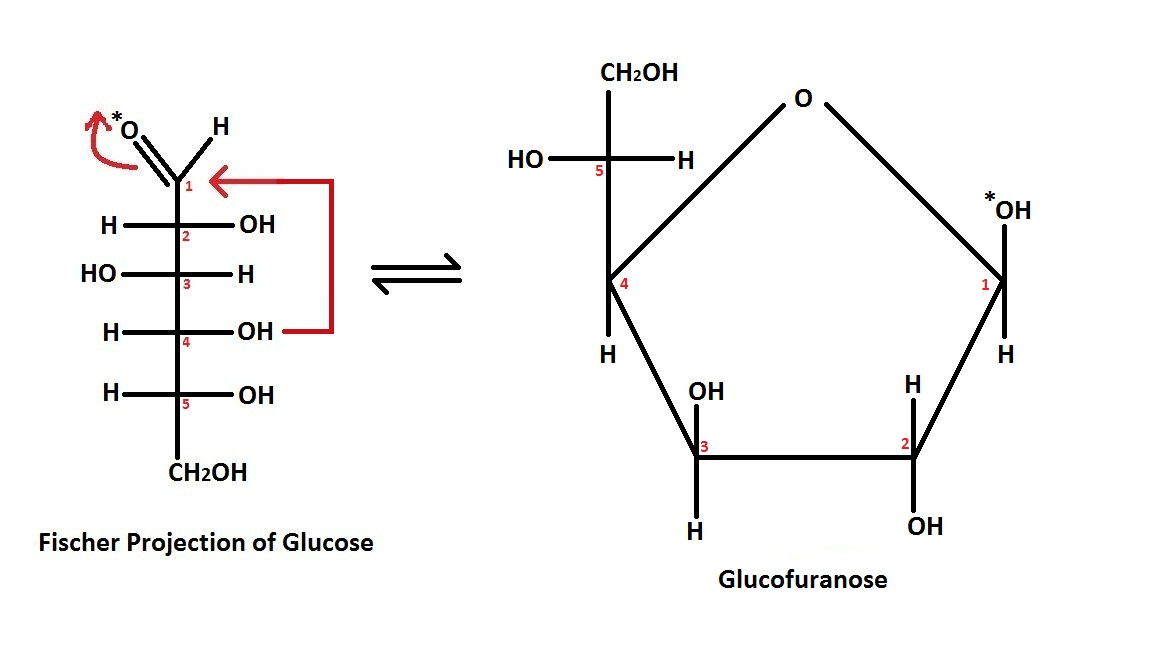
Vznik glukofuranózy z lineární formy glukózy
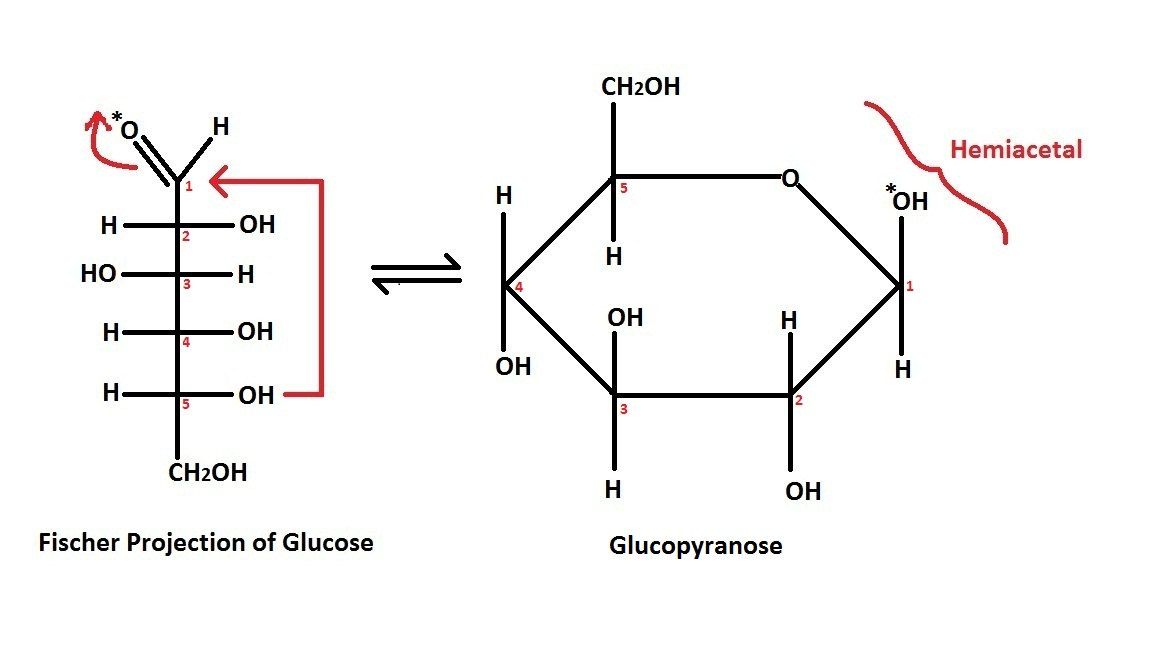
Vznik glukopyranózy z lineární formy glukózy

## D- aL- sacharidy

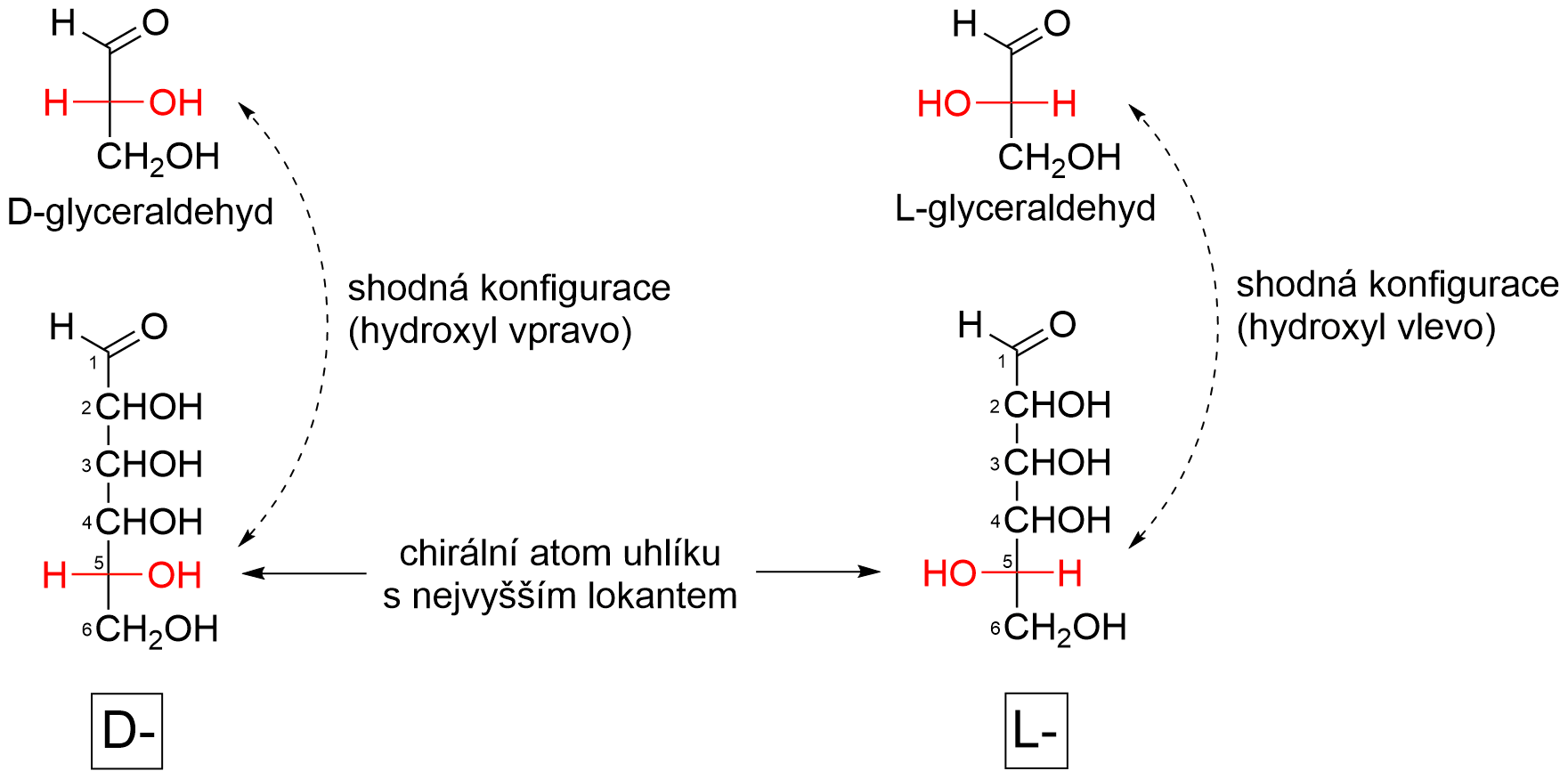
Vznik D a L konfigurace u složitějších sacharidů

Pro přiřazení do L nebo D řady je důležitá pozice -OH skupiny na posledním chirálním uhlíku sacharidů. Pokud se skupina −OH nachází vpravo jedná se o D- izomer, pokud vlevo jedná se o L- izomer. Tyto izomery jsou optické izomery a liší se znaménkem optické otáčivosti (směr otáčení roviny polarizovaného světla).
Názvosloví L/D a ekvivalentní R/S vychází z latinských slov. D z latinského Dexter znamená „pravý“, L z latinského Laevo znamená „vlevo“. R z latinského Rectus znamená „pravý“, S z latinského Sinister znamená „vlevo“
Přiřazení k příslušné řadě vychází z podobnosti s výchozí sloučeninou sacharidové řady – glyceraldehydem.

## α- a β- anomery sacharidů

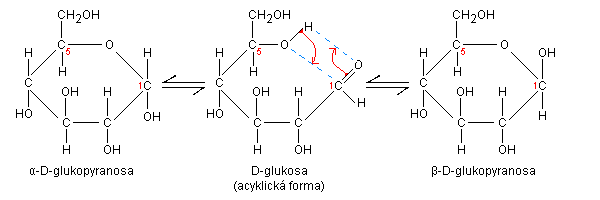
Schéma tvorby α a β anomerů D-glukopyranózy z lineární formy. Je to současně ukázka anomerizace a mutarotace.

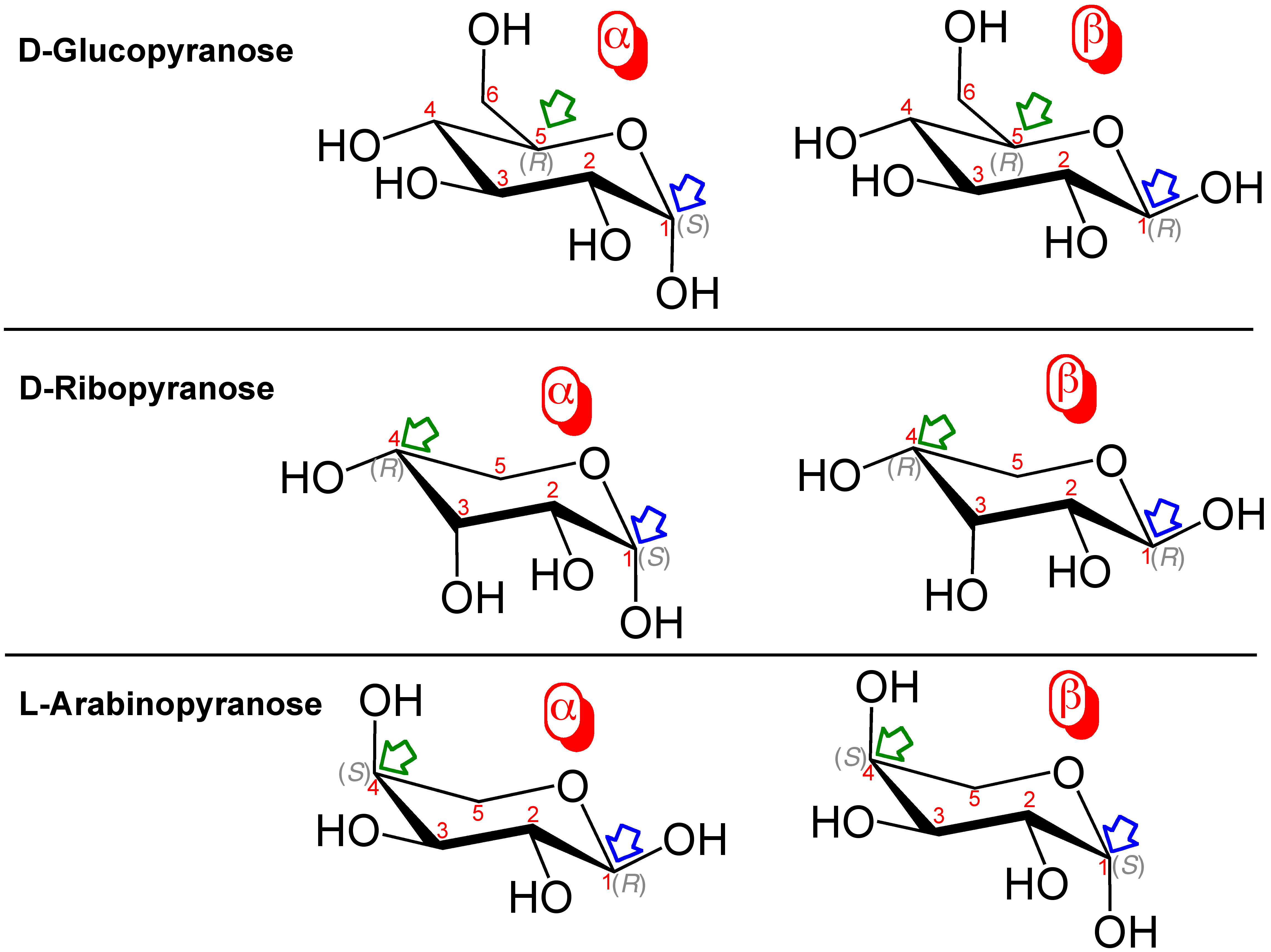

Anomery se tvoří anomerizací. Rozlišují se α a β anomery. V roztoku mohou anomery přecházet jeden v druhý procesem zvaným mutarotace. Pro anomery je důležité anomerní centrum, které vzniká z chirálního karbonylového atomu uhlíku ve formě s lineárním řetězcem. Anomerní centrum sousedí s kruhovým kyslíkem sacharidů, který je v cyklické formě pyranóz nebo furanóz. Konfigurace v anomerním centru je popsána stereodeskriptory α a β:
- Pokud je −OH skupina orientována na stejnou stranu jako −OH skupina označující příslušnost k D- nebo L- řadě, jde o α-anomer.
- Pokud je −OH skupina orientována na protilehlou stranu než je skupina −OH označující příslušnost k D- nebo L- řadě, jedná se o β-anomer.

## Určení anomeru
Typ anomeru se určuje podle polohy hydroxylové skupiny (-OH) na prvním uhlíku. 
- Pokud je u D cukru -OH v Haworthově projekci dole (tedy vpravo v projekci Tollensově), pak je daná molekula α-anomerem.
- Je-li u D cukru -OH nahoře (tedy vlevo v Tollensově projekci), jedná se o β-anomer.
- U L cukrů se postupuje obráceně.

## Fyzikální vlastnosti
Anomery téhož diastereomeru (například D-glukopyranózy) stáčejí rovinu polarizovaného světla stejným směrem (zde doprava), ovšem o různé úhly, což lze využít ke stanovení poměru koncentrace těchto forem.
Například při rozpouštění krystalického cukru dochází k ustálení rovnováhy mezi oběma anomery, mění se přitom optická otáčivost roztoku, jev se nazývá mutarotace.